# آخر الخارجين عن القانون (فلم 1936)
آخر الخارجين عن القانون (بالإنجليزية: The Last Outlaw) هو فيلم أبيض وأسود أمريكي غربي إنتاج عام 1936 من إخراج كريستي كابان من سيناريو جون تويست وجاك تاونلي. يعود الفضل في القصة الأصلية إلى إيفلين موراي كامبل، التي كتبها عام 1919 وجون فورد الذي أخرج نسخة عام 1919. تألق هاري كاري في كلا الإصدارين.

## أحداث الفيلم
بعد قضاء 25 عامًا في السجن بتهمة السطو، يعود دين بايتون إلى مسقط رأسه لرؤية ابنته سالي التي لا تدرك أنه والدها. أصبح صديقًا مقرباً لكال ييتس ، مساعد الشريف شبه المتقاعد الذي أمسك به في الأصل ، و تشاك ويلسون، وهو مزارع شاب يتقرب إلى سالي. ييسطو المجرم المطلوب ال جوس على بنك المحلي ويهرب، ويأخذ سالي كرهينة. أظهر بايتون أنه لا يزال لديه ما يتطلبه الأمر، وانطلق بايتون مع ييتس وويلسون إلى التلال على ظهور الخيل لمحاولة تعقب ال جوس.

## فريق التمثيل
- هاري كاري في دور دين بايتون
- هوت جيبسون في دور تشاك ويلسون
- توم تايلر في دور آل جوس
- هنري ب. والتال في دور كال ياتس
- مارجريت كالاهان في دور سالي ميسون
- راي ماير في دور هنشمان
- هاري جانز في دور جيس - هنشمان
- فرانك إم توماس في دور دكتور تشارلز ماسون
- راسل هوبتون في دور الشريف آرثر بيلينجز
- فرانك جينكس في دور نائب توم
- هاري وودز في دور شرطي المرور
- ماكسين جينينغز في دور سكرتيرة بيلينغز
- رالف بيرد في دور طيار
- فريد سكوت في دور لاري ديكسون
- ستانلي بليستون في دور سجان (غير معتمد)
- آلان كيرتس في دور سائق (غير معتمد)

## روابط خارجية
- آخر الخارجين عن القانون  في قاعدة بيانات الأفلام على الإنترنت (بالإنجليزية)